# De Terwangne

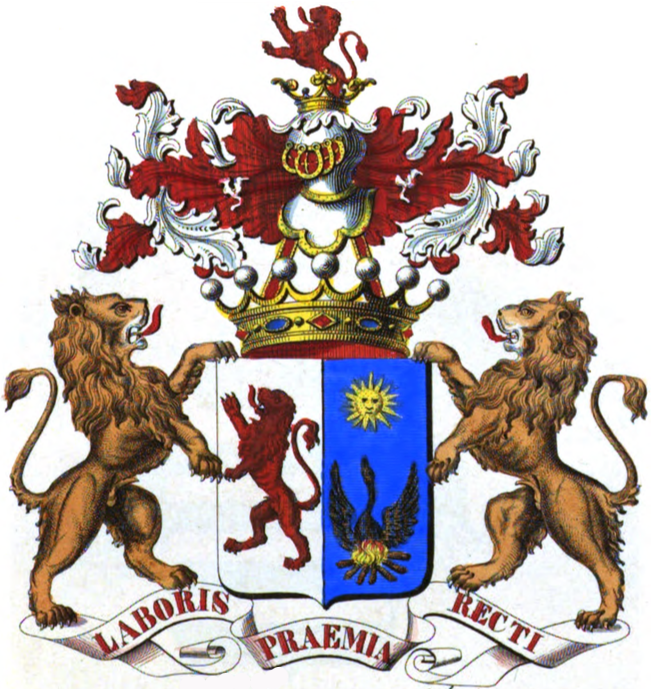
Wapen van de familie de Terwangne

De Terwangne is een Belgische adellijke familie.

## Geneaologie
- Gilles Terwangne, trouwde met Marie-Hélène Simar.
  - Prosper de Terwangne (Luik, 1 januari 1807 - Antwerpen, 29 maart 1864), consul-generaal van Portugal in België. In 1845 kreeg hij de titel baron, overdraagbaar op alle afstammelingen, vanwege de groothertog van Hessen. In augustus 1847 kreeg hij vergunning het partikel de voor zijn naam te plaatsen en in september 1847 werd hij opgenomen in de Belgische adel met de titel baron, overdraagbaar op alle afstammelingen. Hij trouwde in 1830 in Antwerpen met Rosalie Cambier (1808-1863). Ze kregen negen kinderen.
    - Eudolie de Terwangne (1831-1873), trouwde in 1855 in Antwerpen met Athanase de Meester, senator. Ze kregen zes dochters, met afstammelingen tot heden.
    - Prosper de Terwangne (1832-1894), consul-generaal van Portugal, trouwde in 1859 in Luik met barones Henriette de Villenfagne de Vogelsanck (1838-1908). Ze kregen acht kinderen, met afstammelingen tot heden, maar in mannelijke lijn is de tak uitgestorven.
    - Eulalie de Terwangne (1833-1902), trouwde in 1866 in Antwerpen met Florent Geelhand (1819-1892), numismaat en provincieraadslid. Het huwelijk bleef kinderloos.
    - Emma de Terwangne (1834-1911), trouwde in 1860 in Antwerpen met Xavier de Pret Roose de Calesberg (1834-1884). Ze kregen een zoon, met afstammelingen tot heden.
    - Léon de Terwangne (1839-1907), bankier en consul van Costa Rica, trouwde in 1866 in Antwerpen met Élisa Pinson (1846-1902). Ze kregen zes kinderen.
      - Cécile de Terwangne (1869-1928), trouwde in 1890 in Antwerpen met ridder Romain de Schoutheete de Tervarent (1866-1953). Ze kregen drie zoons, met afstammelingen tot heden.
      - Raymond de Terwangne (1874-1951), trouwde in 1897 in Deurne met Claire della Faille de Leverghem (1876-1941). Ze kregen zeven kinderen. Tijdens de Eerste Wereldoorlog vluchtte het gezin naar Engeland.
        - Xavier de Terwangne (1902-1975), trouwde met barones Madeleine de Vinck de Winnezeele (1905-1973). Ze kregen twee zoons en twee dochters, met afstammelingen tot heden.
        - Léon (Léo) de Terwangne (1904-1984), trouwde in 1924 in Antwerpen (echtscheiding in 1954) met barones Marie van Reynegom de Buzet (1905-1986), dochter van baron Paul van Reynegom de Buzet, provincieraadslid van Antwerpen, burgemeester van Herenthout en senator. Ze kregen vier dochters, met afstammelingen tot heden.
        - Elise-Alexandra de Terwangne (1909-2001), trouwde in 1930 in Antwerpen met Christian van de Werve de Schilde (1904-1966). Ze kregen twee zoons en drie dochters, met afstammelingen tot heden.
        - Renaud de Terwangne (1911-2004), voorzitter van de Antwerpse vereniging voor astronomie, trouwde in 1933 in Heist-op-den-Berg met Marie-Louise Moretus Plantin (1910-1999). Ze kregen vier zoons en twee dochters, met afstammelingen tot heden.
        - Alain de Terwangne (1914-1979), missionaris in China, na 1949 directeur van het centrum voor de strijd tegen de melaatsheid in Rwanda.
        - Jean-Raymond de Terwangne (1915-1991), trouwde in 1935 in Antwerpen met Christiane Plissart de Brandignies (1915-2015). Ze kregen twee zoons en vier dochters, met afstammelingen tot heden.

      - Marthe de Terwangne (1878-1938), trouwde in 1904 in Antwerpen met Albert Peers de Nieuwburgh (1866-1937), burgemeester van Oostkamp. Ze kregen drie zoons en een dochter, met afstammelingen tot heden.